# كوزار (سيوداد ريال)
بلدية قُصَار أو (نقحرة: كوزار) (بالإسبانية: Cózar)‏، هي إحدى بلديات مقاطعة سيوداد ريال إحدى مقاطعات إسبانيا، والتي تقع في منطقة قشتالة والمنجى وسط إسبانيا.
يبلغ عدد سكانها 1.265 نسمة وفقاً لإحصائية سنة (2007).

## أعلام
- فيليبي يانيز